# 琥珀裸吻魚
琥珀裸吻魚（学名：Psilorhynchus sucatio）為輻鰭魚綱鯉形目裸吻魚科的一個種。該物種分布於亞洲尼泊爾、孟加拉及印度阿魯納恰爾邦、阿薩姆邦、比哈爾邦、曼尼普爾邦、梅加拉亞邦、那加蘭邦、北方邦和西孟加拉邦淡水流域，體長可達8.2厘米，棲息在水流快速的山地溪流，可作為觀賞魚。